# Lesiniec
Lesiniec – część wsi Szemud w Polsce, położona w województwie pomorskim, w powiecie wejherowskim, w gminie Szemud.
W latach 1975–1998 Lesiniec administracyjnie należał do województwa gdańskiego.